# Karl-Heinz Drescher
Karl-Heinz Drescher (* 7. Oktober 1936 in Quirl, Landkreis Hirschberg im Riesengebirge, Provinz Niederschlesien; † 19. Mai 2011 in Berlin) war ein deutscher Grafiker, Grafikdesigner und Plakatkünstler.

## Leben

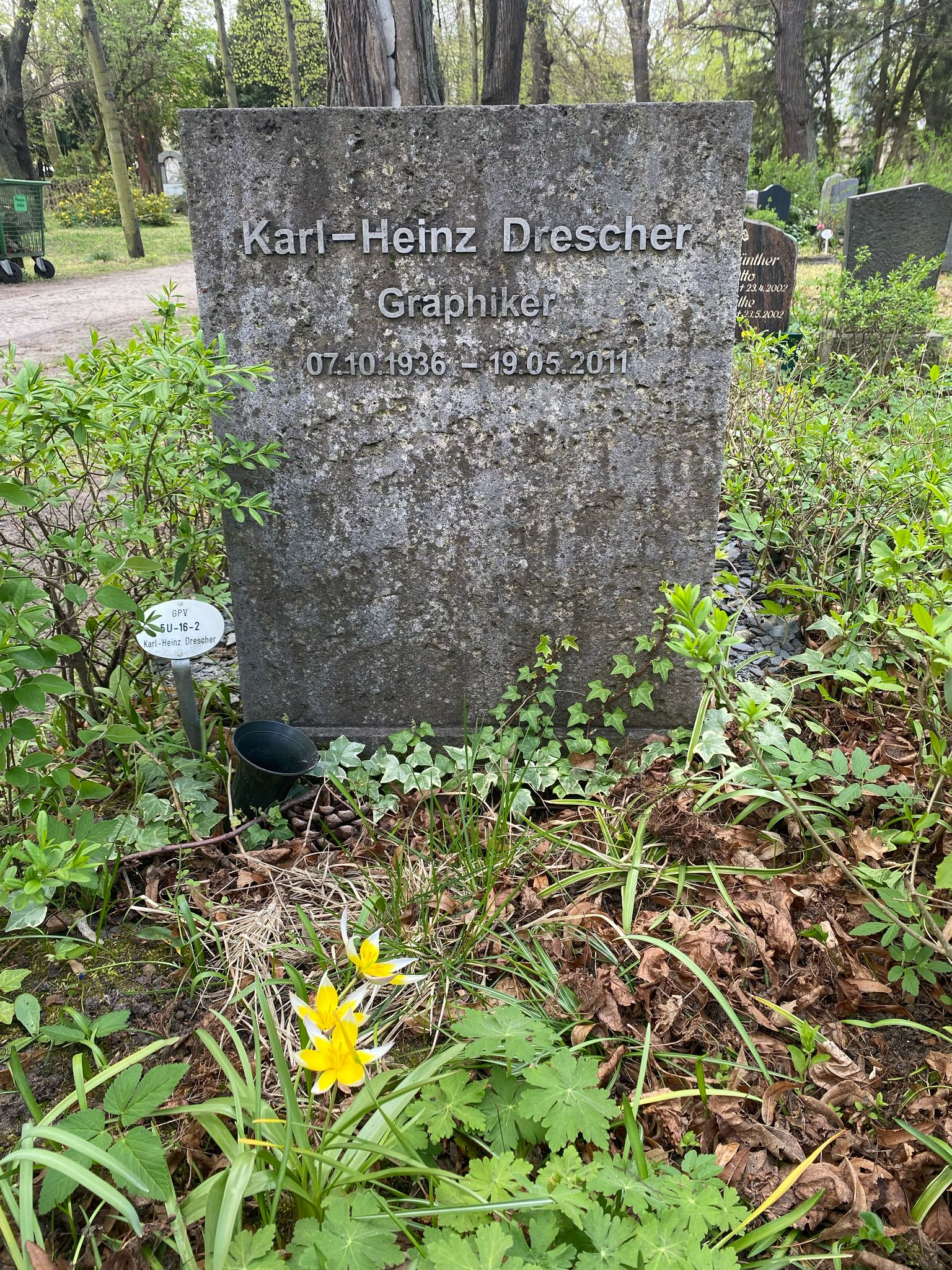
Grabstätte auf dem Georgen-Parochial-Friedhof V

Nach seinem Abitur im Jahre 1955 studierte Drescher bis 1960 an der Hochschule für industrielle Formgestaltung Halle, Burg Giebichenstein Gebrauchsgrafik bei Walter Funkat.
Nach zwei Jahren freischaffender Tätigkeit als Grafiker in Halle (Saale), wurde er 1962 am von Bertolt Brecht gegründeten Berliner Ensemble als Grafikdesigner engagiert. 37 Jahre arbeitete er für das Berliner Ensemble und entwarf Plakate, Bücher, Programmhefte, Spielpläne und Ausstellungen. Drescher starb nach langer Krankheit.
Seine letzte Ruhestätte fand Drescher auf dem Berliner Georgen-Parochial-Friedhof V.

## Auszeichnungen
Karl-Heinz Drescher war mit seinen Werken vielfach in der Auswahl „Die 100 besten Plakate des Jahres“ der DDR vertreten und wurde in den Jahren 1971, 1973, 1974, 1979, 1987 mit dem 1. Preis, 1989 mit dem 2. Preis und 1981 mit dem 3. Preis ausgezeichnet.

## Werke
Karl-Heinz Dreschers Werkverzeichnis umfasst weit über 400 Plakate. Die meisten davon waren für das Berliner Ensemble. Aber auch für andere Berliner Theater wie beispielsweise das „bat“ (Berliner Arbeiter-Theater), das Maxim-Gorki-Theater Berlin, die Deutsche Staatsoper Berlin, die Akademie der Künste der DDR und das Deutsche Theater Berlin entwarf er u. a. Plakate und Programmhefte.

## Schriften
- Plakate für das Berliner Ensemble – Karl-Heinz Drescher. Rheinland-Verlag, Köln 1988. ISBN 3-7927-1062-5.
- Die Plakate des Berliner Ensembles 1949–1989. Hrsg. zusammen mit Friedrich Dieckmann 1992, ISBN 3-434-50013-8.
- Pinselknecht bei Brecht: Erinnerungen. Stekovics, Dößel 2006. ISBN 978-3-89923-134-2.
- Trommeln für Brecht – 37 Jahre als Grafiker am Berliner Ensemble. Edition Pentagraph, Berlin 2007. ISBN 978-3-00-021812-5.
- Treibgut gesichert – 37 Jahre als Grafiker am Berliner Ensemble. Edition Pentagraph, Berlin 2009.
- K.H. Drescher – Berlin Typo Posters, Texts, and Interviews. Slanted Publishers, Karlsruhe 2020, ISBN 978-3-948440-00-8.

## Ausstellungen (unvollständig)

### Einzelausstellungen
- 1974: Plakate, Berliner Ensemble
- 1975: Foto im Plakat, Berliner Ensemble
- 1979: Schriftplakate, Berliner Ensemble
- 1980: Plakate aus zwei Jahrzehnten, Kleine Galerie Pankow
- 1981: Theatertypographik, Klubgalerie 'Die Möwe'
- 1986: Die schönen Plakate, Berliner Ensemble
- 1988: Karl-Heinz Drescher – Das graphische Bild des Brecht Ensembles, Rheinisches Landesmuseum Bonn
- 1989: Theater am Aegi
- 1990: Schauspielhaus Düsseldorf
- 1991: Plakate für das Berliner Ensemble, Kleines Plakatmuseum Bayreuth
- 1994: Palazzo Municipale Pescia, Italien
- 1998: Drescher Plakate für das Berliner Ensemble 1962 1997, Galerie Passage, Berlin
- 2006: Plakate für das Berliner Ensemble, Museum Haus Cajeth, Heidelberg
- 2006: Karl-Heinz Drescher Schriftplakate für das Berliner Ensemble, Literaturforum im Brecht-Haus

### Teilnahme an zentralen und regionalen Ausstellungen in der DDR
- 1967/1968, 1977/1978, 1982/1983 und 1987/1988: Dresden, VI. Deutsche Kunstausstellung und VIII. bis X. Kunstausstellung der DDR
- 1976, 1979, 1982 und 1986: Berlin, Bezirkskunstausstellungen (Gebrauchsgrafik)
- 1975: Berlin, Ausstellungsräume am Fernsehturm („Die Frau und die Gesellschaft“)
- 1978: Berlin, Ausstellungszentrum am Fernsehturm („Brecht im Plakat. Bertolt-Brecht-Ehrung der Deutschen Demokratischen Republik“)
- 1984: Berlin, Altes Museum („Alltag und Epoche“)
- 1984: Halle/Saale, Staatliche Galerie Moritzburg („Walter Funkat und seine Schüler“)
- 1988: Berlin, Ausstellungszentrum am Fernsehturm („Berliner Atelier ´88“)

## Öffentliche Sammlungen und Museen mit Plakaten Dreschers (unvollständig)
- Akademie der Künste, Berlin
- Deutsches Historisches Museum, Berlin
- Brandenburgische Kunstsammlungen Cottbus
- Haus der Geschichte, Bonn
- Musée d’histoire contemporaine, Paris
- Museum für Kunst und Gewerbe Hamburg
- Niederrheinisches Plakatmuseum Emmerich